# Desulforudis audaxviator
"Candidatus Desulforudis audaxviator" é uma espécie de bactéria gram-positiva descrita em 2008 de amostras de água subterrânea, obtida a 2.8 km abaixo do solo na mina de ouro de Mponeng, na África do Sul. Como a descrição formal não satisfaz os critérios estabelecidos, a nova espécie encontra-se na lista de Candidatus da International Journal of Systematic and Evolutionary Microbiology (IJSEM).
Medindo aproximadamente quatro micrômetros, essa bactéria têm sobrevivido por milhões de anos se alimentando de material derivado da desintegração radioativa de minerais nas rochas ciscundantes, fazendo deste um dos raros organismos conhecidos que não dependem da luz solar para se manter e é a única espécie já descoberta a formar sozinha um ecossistema.   A "Candidatus Desulforudis audaxviator" possui genes responsáveis pela extração do carbono do dióxido de carbono dissolvido e pela fixação do nitrogênio. Essa bactéria pode ainda ter adquirido genes de espécies do grupo archaea via transferência horizontal de genes. Sobrevive nas profundidades de  1.5 km a 3 km abaixo da superfície em águas subterrâneas.
Essas bactérias são únicas. Elas têm estado isoladas da superfície terrestre por vários milhões de anos, análise da água em que essas bactérias vivem mostraram que esta é bem antiga e não foi diluída pela água da superfície. Devido ao ambiente a essa profundidade ser tão parecido com o da Terra primitiva, a existência desses organismos dá uma pista de como devem ter sido as primeiras criaturas a existir no planeta antes do aparecimento do oxigênio na atmosfera. Centenas de milhões de anos atrás, algumas das primeiras bactérias podem ter prosperado em condições similares. Os recém descobertos micróbios podem esclarecer a questão da origem da vida na Terra.[carece de fontes?]
"Ca. D. audaxviator" é uma bactéria gram positiva redutora de sulfato (fazendo desta a primeira a ter tal genoma completo). O genoma desse organismo contém um incomum transposão e possui vários locais de inserção. A perda completa da tolerância ao oxigênio sugere um isolamento prolongado. Os hidrocarbonetos nesse ambiente não provém de organismos vivos. A fonte do hidrogênio necessária para a respiração deriva da decomposição da água por desintegração radioativa do urânio, tório, e potássio. A radiação permite a produção de grandes quantidades de compostos de enxofre que essas bactérias podem usar como fontes alimentares altamente energéticas.
O nome vem de uma citação do livro de Jules Verne Viagem ao centro da Terra. O herói, Professor Lidenbrock, encontra uma incrição em latim que diz: Descende, audax viator, et terrestre centrum attinges (Desça, viajante audaz, e atingirá o centro da Terra).